# David Walker
David Walker (Stow, Ohio; 24 de noviembre de 1993) es un jugador de baloncesto estadounidense que pertenece a la plantilla del Monbus Obradoiro de la Liga Endesa. Con 2,00 metros de estatura, juega en la posición de alero.

## Trayectoria deportiva

### Universidad
Formado en la Universidad Northeastern, donde Walker obtuvo unas cifras más que destacadas, convirtiéndose en el referente de su equipo. Con 18’3 puntos, 4 rebotes, 4 asistencias y un 41% de acierto en el lanzamiento exterior.

### Profesional
En agosto de 2016, firma por el MoraBanc Andorra.Esta fue su primera experiencia en el baloncesto europeo y también en el profesional, en las filas del entonces nuevo proyecto de Joan Peñarroya.
El 31 de julio de 2020 fichó por el Medi Bayreuth de la Basketball Bundesliga alemana.
El 13 de agosto de 2021, firma por el MHP Riesen Ludwigsburg de la Basketball Bundesliga.
El 16 de enero de 2022, firma por el Bilbao Basket de la Liga Endesa.
En agosto de 2022 llegó a un acuerdo con el Monbus Obradoiro por una temporada, y una segunda opcional.